# Fordonsförsäkring
Fordonsförsäkring innefattar sakförsäkring och personförsäkring relaterad till motorfordon och trafik med sådana fordon.
En sådan försäkring innehåller i Sverige vanligen ett antal olika moment som täcker olika typer av skador:
- Trafikförsäkring - Lagstadgad och obligatorisk försäkring som täcker skador på annans fordon och personskador på andra än den som vållar skadan.
- Halvförsäkring - Innehåller trafikförsäkring samt skydd för brand, glas, rättsskydd, maskinskada och stöld.
- Helförsäkring - Innehåller halvförsäkring samt trafikförsäkring. Utöver detta så innehåller helförsäkring även vagnskadeförsäkring som ger skydd om försäkringstagaren själv orsakar skadan.

Tilläggsförsäkringar:
- Allriskförsäkring, även kallad drulleförsäkring - Ger ersättning vid så kallade plötsliga och oförutsedda händelser. Exempel på detta är skador på bilinredning, till exempel spillt kaffe eller färg, samt tankning av fel bränsle.